# Antiescorbútic
Antiescorbútic és aquell medicament o agent que serveix per a combatre l'escorbut. La llimona i la llimona dolça són els principals antiescorbútics naturals gràcies al seu alt contingut de vitamina C.